# ФК УЕ Санта Колома
ФК Санта Колома је андорски фудбалски клуб из истоименог места. Основан је 1995. године. Игра у првој лиги Андоре после победе у другој лиги у сезони 2007/08. Клуб је свој први наступ у Европи имао у сезони 2010/11., јер је заузео треће место у првој лиги Андоре. 

## УЕ Санта Колома у европским такмичењима
| Сезона   | Такмичење   | Ниво        | Резултат | Држава    | Екипа  | Дом. | Гост | УЕФА коеф. |
| -------- | ----------- | ----------- | -------- | --------- | ------ | ---- | ---- | ---------- |
| 2010/11. | Лига Европе | 1. коло кв. | 0:5      | Црна Гора | Могрен | 0:3  | 0:2  | 0,0        |
| 2011/12. | Лига Европе | 1. коло кв. | 0:5      | Мађарска  | Пакш   | 0:1  | 0:4  | 0,0        |

Укупан УЕФА коефицијент је 0,0.